# RBX
Pour les articles homonymes, voir Rbx.
RBX, de son vrai nom Eric Collins, né le 20 juin 1968 à Long Beach en Californie, est un rappeur américain. Il est le cousin de Snoop Dogg et de Daz Dillinger. Contrairement aux rumeurs, Collins n'a aucun lien de parenté avec Bootsy Collins, bien qu'ils soient bons amis.

## Biographie
RBX se joint à Death Row Records en 1992 avec ses cousins Snoop Dogg et Daz Dillinger de Tha Dogg Pound. Il fait ses débuts avec l'album The Chronic de Dr. Dre, et celui de son cousin Snoop Dogg, Doggystyle. RBX est un sigle pour Really Born Unknown. En raison d'un conflit contractuel avec Suge Knight, il quitte Death Row en 1994 pour le label indépendant Premedited Entertainment, et publie son premier album solo, The RBX Files, le 26 septembre 1995. L'album, produit par Greg Royal, atteint la 62e place du Billboard 200. Il s'attaque alors à Death Row, Suge Knight et particulièrement à Dr Dre sur des titres comme A.W.O.L. Escape From Death Row. RBX exprime sa foi musulmane à travers des messages positifs.
En 1995, il publie A.W.O.L., une diss song envers Dr Dre. En 1996, il présente ses excuses à Dr Dre pour son attaque et intègre le nouveau label de ce dernier, Aftermath Entertainment. Il participe alors à l'album Dr. Dre Presents... The Aftermath sur les morceaux East Coast/West Coast Killaz et Blunt Time. Le 29 juin 1999, RBX publie son double EP The X-Factor / No Mercy, No Remorse, avec des productions de Polarbear d'Infinite Mass. De par ses connexions avec Dr Dre, il fait une apparition remarquée sur l'album d'Eminem, The Marshall Mathers LP sur le morceau Remember Me aux côtés de Sticky Fingaz.
En 2001, il quitte le label de Dr.Dre pour rejoindre celui de Snoop Dogg, Doggystyle Records. Sous ce label, RBX sortira trois albums solo: Ripp tha Game Bloody (Street Muzic) en 2003, The Shining en 2004 et Broken Silence en 2007. Il a également sorti en 2010 l'album Concrete Criminalz en collaboration avec Bigg Rocc.

## Discographie

### Albums studio
- 1995 : The RBX Files
- 1999 : No Mercy, No Remorse
- 2003 : Ripp tha Game Bloody (Street Muzic)
- 2004 : The Shining
- 2007 : Broken Silence
- 2010 : Concrete Criminalz (avec Bigg Rocc)

### EPs
- 1999 : The X Factor
- 2019 : Tha Equinox

## Collaborations
- 1992 : Dr. Dre : The Chronic
- 1993 : Snoop Doggy Dogg : Doggystyle
- 1996 : Dr. Dre Presents... The Aftermath
- 1999 : Warren G : I Want It All
- 2000 : Eminem : The Marshall Mathers LP
- 2001 : Tha Dogg Pound : Dillinger & Young Gotti
- 2002 : Fieldy's Dreams : Rock N Roll Gangster
- 2002 : Snoop Dogg : Paid tha Cost to Be da Bo$$
- 2005 : Big Steele : Size Duz Matter
- 2009 : OG Daddy V : Compton & Long Beach
- 2009 : Warren G : The G-Files
- 2010 : Tha Dogg Pound : 100 Wayz

## Filmographie
- 2011 : Rhyme and Punishment